# Gare de Lumio-Arinella
Gare de Lumio-Arinella vasútállomás Franciaországban, Lumio településen.

## Vasútvonalak
Az állomást az alábbi vasútvonalak érintik:
- Ponte-Leccia-Calvi-vasútvonal

## Kapcsolódó állomások
A vasútállomáshoz az alábbi állomások vannak a legközelebb:
- Gare de Sainte-Restitude
- Gare de Giorgio